# Harkerita
La harkerita és un mineral de la classe dels borats. Rep el seu nom de Alfred Harker (1859-1939), petròleg sistemàtic del Scottish Geological Survey.

## Característiques
La harkerita és un borat, i la seva fórmula química va ser redefinia l'any 2021 a: Ca₄₈Mg₁₆[AlSi₄O₁₅(OH)]₄(BO₃)₁₆(CO₃)₁₆⋅₂(H₂O,HCl). Més tard, l'any 2025, va ser actualitzada a Ca₄₈Mg₁₆[AlSi₄O₁₅(OH)]₄(BO₃)₁₆(CO₃)₁₆(H₂O,HCl)₂, degut al canvi en la manera en que es mostren les molècules d'aigua a les fórmules depenent si els oxígens pertanyen a algun poliedre de coordinació o no. Cristal·litza en el sistema trigonal, formant cristalls pseudooctaèdrics de color blanc o marronós. Estructuralment, està relacionada amb la sakhaïta.
Segons la classificació de Nickel-Strunz, la harkerita pertany a «06.AB: borats amb anions addicionals; 1(D) + OH, etc.» juntament amb els següents minerals: hambergita, berborita, jeremejevita, warwickita, yuanfuliïta, karlita, azoproïta, bonaccordita, fredrikssonita, ludwigita, vonsenita, pinakiolita, blatterita, chestermanita, ortopinakiolita, takeuchiïta, hulsita, magnesiohulsita, aluminomagnesiohulsita, fluoborita, hidroxilborita, shabynita, wightmanita, gaudefroyita, sakhaïta, pertsevita-(F), pertsevita-(OH), jacquesdietrichita i painita.

## Formació i jaciments
Va ser descoberta l'any 1948 a Camas Malag, a Torrin, a l'illa de Skye, Escòcia, on sol trobar-se associada a altres minerals com la magnetita, el diòpsid, la calcita i la bornita.